# Вайнхаймский замок
Вайнхаймский замок (нем. Weinheimer Schloss) — бывший замок и дворец правителей Курпфальца в немецком городе Вайнхайм на севере федеральной земли Баден-Вюртемберг. В настоящее время он находится в городской собственности, и в здании размещаются службы городского управления.

## Исторический очерк
Участок, на котором выстроен замок, был приобретён в первой половине XV в. курфюрстами Рупрехтом III и Людвигом III, и в первое время использовался лишь спорадически, как своего рода «запасная резиденция» курфюрстов и правительства.
В 1509 г. Людвиг V передал замок в управление Дитеру фон Хандшусхайму (Dieter von Handschuhsheim).
В 1547 г. во время разразившейся в Гейдельберге эпидемии чумы здесь нашёл убежище двор курфюрста Отто Генриха.
Также и после войны за Пфальцское наследство в Вайнхайме временно разместился ряд административных учреждений из разрушенного Гейдельберга: правительство Курпфальца, университет, монетный и печатный дворы.
В 1698 г. свою резиденцию в Вайнхайм из Дюссельдорфа перенёс курфюрст Иоганн Вильгельм, планируя перестройку замка в большой дворцовый комплекс; однако, эти планы не были реализованы.
Участок, расположенный к югу от Верхних ворот и примыкавший к курфюршеской резиденции, находился с XVI в. в собственности семьи Ульнер фон Дибург (нем. Ulner von Dieburg), один из представителей которой, Плейкарт фон Дибург (нем. Pleikart von Dieburg) возвёл здесь в 1725 г. южное крыло Вайнхаймского замка. С пресечением рода фон Дибург в 1771 г. эта часть замка перешла во владение родственного ему рода фон Дальберг, и в 1780 г. была перестроена в стиле классицизма.
В 1837 г. замок для своего старшего сына Кристиана Фридриха фон Беркхайма (от первого брака с бароном Кристианом фон Беркхаймом) приобрела Августа Вальднер фон Фройндштайн. По желанию Кристиана Фридриха в 1868 г. — на месте снесённой винокурни курфюршеского замка — были, наконец, возведены главная башня и жилое трёхэтажное здание в неоготическом стиле. В этот же период поблизости от замка был основан дендрарий (нем. Exotenwald Weinheim), являющийся одним из самых больших (60 га) парков такого рода в Европе.
С 1938 г. замок с примыкающим к нему парком находятся в собственности города Вайнхайм, и используется для размещения городского правительства. В южной части замка, кроме прочего, расположен ресторан.